# تشاكس

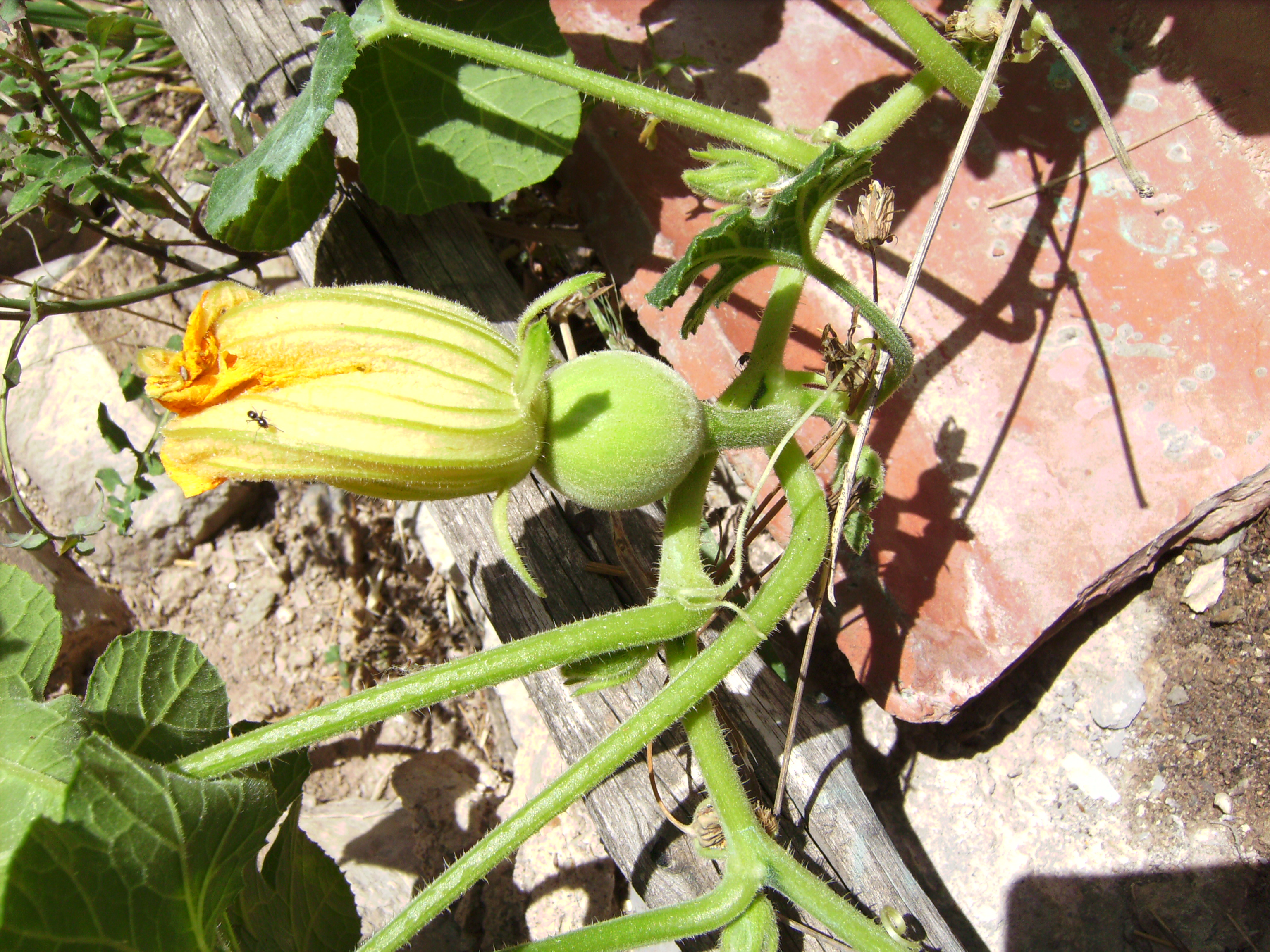
Cucurbita ficifolia زهرة أنثى،كاستلالتات، كاتالونيا

التشاكُس أو الإخصاب المتبادل أو إخصاب خلطي هو إخصاب بويضة من فرد بالحيوانات المنوية من شخص آخر.  على النقيض من ذلك، فإن الزواج الذاتي هو المصطلح المستخدم للتخصيب الذاتي. ويعد الإخصاب عند البشر مثالا على التشاكس. يحدث الإخصاب الذاتي في الكائنات الخنثى حيث يندمج الأمشاجان في الإخصاب من نفس الفرد. هذا شائع في النباتات (انظر التكاثر الجنسي في النباتات) وبعض الكائنات الأولية.
يُستخدم مصطلح التشاكس في النباتات على وجه التحديد ليعني استخدام حبوب اللقاح من نبات واحد لتخصيب زهرة نبات آخر وعادة ما يكون مرادفًا لمصطلح «التلقيح المتبادل» أو «الإخصاب المتصالب» (التهجين). يمكن استخدام المصطلح الأخير بشكل أكثر تحديدًا ليعني تبادل حبوب اللقاح بين سلالات نباتية مختلفة أو حتى أنواع نباتية مختلفة (حيث يمكن استخدام مصطلح التهجين المتقاطع) بدلاً من مجرد استخدام أفراد مختلفين.